# Елинистическа епоха
Елинистичната епоха или само елинизъм е историческа и културна епоха в гръцката история, обхващаща времето от смъртта на Александър Велики през 323 г. пр.н.е. до смъртта на Клеопатра VII през 30 г. пр.н.е., след което настъпва възходът на Римската империя, отбелязан от Битката при Акций през 31 г. пр.н.е. и римското завладяване на Птолемеев Египет година по-късно, елиминиращо последното голямо елинистическо царство.
Началото на периода се характеризира с преход от полисна политическа организация към наследствени елнинстически монархии и с преместване на центровете на културна и икономическа дейност от Древна Гърция към Азия и Египет.

## История
След смъртта на Александър през 323 г. пр. Хр. започва период на войни между диадохите (323 – 301 г. пр.н.е.), в която те поделят помежду си огромната му империя. Това са пълководците Антипатър, Птолемей, Селевк, Лизимах, Антигон и др. Империята се простира от Древна Македония, през древногръцките градове-държави, към Мала Азия, Леванта, Египет, Вавилон и Персия и стига до Индия. Междуособните войни продължават и при техните наследници, т. нар. епигони.
Четирите най-големи елинистични държави с установени царски династии са:
- Македония, където Антипатридите бързо са изместени от Антигонидите
- държавата на Лизимах в Тракия и западна Мала Азия
- царството на Селевкидите в източна Мала Азия до Индия
- царството на Птолемей I Сотер в Египет

## Обща характеристика
Думата „елинизъм“ се употребява още от древните гръцки ретори и философи, които означават с нея чистата атическа реч. В днешното му значение терминът е въведен в труда Geschichte des Hellenismus от Йохан Густав Дройзен. Създаден е по правилата на немската граматика от старогръцкия глагол, който означава „подражавам на елините“ и е свързан с времето, когато гръцката култура и език се разпространяват на Изток. Това обуславя една от най-характерните черти на елинизма – смесването на елински с източни елементи.
В самата елинистична Гърция този културен етап се различава силно от класическата полисна култура на класическия период вследствие на източното влияние. С увеличаването на границите и контакта с различни култури се изгражда и една по-отворена общност, изградена от „подвижния човек“, който е в противовес на класическата полисна култура, чиито граждани живеят единствено в догмите на тясната общност. Хората вече са свързани с голяма, отворена общност и се усещат космополити. Там, където малките, незначителни по територия полиси на същинска Гърция попадат под властта на източните монархии, животът в тях също се преобразява. Те са обширни държави с многобройно население, с огромни богатства, източни и по географско положение, и по характер. Ролята на личността, толкова важна в рамките на полиса, намалява и дори се заличава. От гражданин индивидът става поданик на владетеля, обединяващ в личността си всички власти и права. В религията центърът на тежестта също се измества и култът към владетеля става център на боготворене, съвършено чуждо на духовния строй на древна Гърция.
В гръко-източните монархии няма сливане на националности. Въпреки разселването на гърци и елинизирани не-гърци в източните страни, не се наблюдава буквално смесване с местното население, а по-скоро едно обособяване на по-висшите класи в градовете – състоящо се от елини и елинизирани не-гърци, както и малка част от местните висши слоеве на населението. А останалите маси от местното население живеят дистанцирано от новозаселените градове. Докато в града обществото живее с културните темпове на един елинизиран свят – говори на гръцки, има общи интереси в сферата на гръцкото изкуство, поезия, философия, то масите от останалото население продължават да говорят на своя местен език, да вярват в своите богове и да живеят с традиционните представи за бит и традиции. Гръцката култура не прониква във всички пластове на обществото, а си остава една градска култура. Това от друга страна съхранява гръцкото изкуство, литература и наука. Влияние от Изтока естествено има, но не както би било, ако имаше пълно смесване и взаимно повлияване на културните маси. Източното влияние проличава най-силно в областта на религията.

## Бит и култура
В основата си културата на елинистическата епоха е гръцка. Характерни за нея са стремежът към красотата, пъстротата, уюта и разнообразието. Елинистическият дом показва този стремеж към изящество с по-артистичните постройки, с гледащи навън прозорци и балкони. Фрески красят стените дори и на бедните домове. Градът придобива облик, все по-близък до днешните ни представи – с прави улици, изграждат се канализации, някои функциониращи и до днес. Строят се просторни библиотеки и училища – прочута е Александрийската библиотека. Училището е на почит с просветлението, задължителна част от това да се наречеш истински образован елин. Дарението за училищата се е смятало за благородна дейност, носеща изключителни заслуги и признание. Издигат се храмове, но и каменни театри, хиподруми, павилиони, басейни, летни вили и се вписват до детайл в архитектурната обстановка и се изпълват от будно градско общество, бележещо величието на всяка една административна и културна постройка. Самите къщи са по-артистични, снабдени с прозорци и балкони. Вътре стаите са изписани с фрески, декорацията става по-богата, появяват се колоните в коринтски стил.
Стремящият се към разкош гражданин внася и природата в градската обстановка, за да приглуши сухото излъчване на града, и за да възникне градината, която впоследствие е неизменна част от всеки елинистически дворец (моделът е персийският тип парк). Прочути са дворцовият квартал в Александрия и паркът Дафне в Антиохия. Пример за подражание на по-мащабните тенденции е това, че дори по-бедните граждани внасят градината като уют в своите къщи, а ако няма място, дори е обичайно тя да се разполага на покрива. Това е времето, когато се изграждат и градските градини с пейки, скулптури и изобилие от цветя. Гърците се впечатляват от източното богатство на сортове растения и ги внасят съгласно наложилия се интерес към ботаниката.
В елинизма се обръща внимание и на изявената красота във външния вид – още преди да започне похода си на Изток, Александър Велики е първият държавник, обръснал лицето си, след което тази мода се налага масово (и по задължение) сред македонската армия (но не и сред съюзните контингенти, съставени от гърци и траки). С течение на времето бръсненето става повсеместно явление сред елинистическото общество. Брадати остават философите, по което може и да се познае от коя школа принадлежат.
Целият този стремеж към елегантност в облика на града и на хората повлиява значително за градивността в обществото, а именно ценностите и идеалите. Те оказват влияние дори в характера на войните, което впоследствие се губи в римските разбирания за ожесточени битки. Пробужда се човеколюбието – хората държат повече на взаимоотношенията и обноските помежду си. Това води и до един по-хармоничен свят на обмен на интереси и провокиране към новости и открития. Битовата скука на елина заражда нововъведения, разчупващи стереотипното мислене. Така възникват миниатюрите на Партений на любовни теми, прозаическата литература, изпълнена с образи на въображението. У хората се заражда стремеж към посещение на известни паметници и земи, описани от Херодот.
В Елинистическата епоха все повече се обръща внимание на човека и неговата същност като най-важната единица – а не само като част от обществото. Това дава възможност на жената да придобие равни права с мъжа – появяват се писателки, философки, спортистки, актриси. Детето също се разглежда като важна личност, за което се полагат много грижи при отглеждането му, за разлика от отношенията в семейството през класическия период. Уважението към индивидуализма променя общото отношение към смисъла на всеки елемент от същността на човека. Ценностите и добродетелите стоят в основата на изследванията и на литературата, която развива по-голяма критичност и с ирония описва човешките качества и недостатъци. Индивидуализмът е основна идея за различните разклонения и във философските школи.

## Философски течения
В Елинистическата епоха се зараждат нови философски течения, някои от които с много крайни убеждения в изграждащата ги концепция. Например – във втората половина на VI в. пр.н.е. се образуват няколко нови школи, които изразяват точно тенденциите на елинистическия индивидуализъм. Епикурейството – школата на Епикур, която има своята асоциална философия и разбиране за аскетски живот – човекът далече от масата, стараейки се да достигне до духовно равновесие и един вид духовно удоволствие, затова и по-късно спадат към хедонистическата школа на киренайците, които целят житейско удоволствие. Впоследствие тази философия дори стига до песимизъм и проповеди за самоубийство. Друга крайна философска школа е Киническата школа, в която отново е заложен индивидуалистическия дух. Менип отрича конкретната социалност. Тази школа възпитава нормалните възприятия на човек към сериозните и иначе преходни или повратни моменти в живота – преходът от живота към смъртта да се приема като напълно естествено следствие, или смяната на един град с друг без социално обвързване и т.н. Интересна е теорията, на която се гради една друга школа, подобна на кинизма. Тя възниква от неелин – Зенон от Кипър, който твърди, че съществува една тотална човешка общност, пред която всички са равни – свободни, роби, елини и неелини. Това е школата на Стоицизма, която единствена успява да представи философски интерпретации, съставени от собствено изградена логика, реторика и физика, съобразени с новото държавно и религиозно устройство.
Причината за крайните песимистични убеждения във философските школи е именно свеждането на живота до индивидуалистичната човешка съдба и стремеж към лично щастие, които постепенно надделяват над изтъкването и стойността на тематиката свързана с човешките добродетели. Именно за това философските школи клонят към една протестна апатия, пробудена от все по-голямото загърбване на ценностите. С крайния индивидуализъм и широките граници в космополитния елинистическия свят идват и икономическите проблеми на едно потребителско общество, което не развива стопанския живот, а се стреми към все по-голям градеж и консумация на разкош.

## Изкуство
Тук се сблъскват добрата и лошата черта на нововъзникналите тенденции на тази епоха – от една страна обръщането към личността – изразът на емоционални и душевни състояния, и от друга – прекалената пищност на един народ в икономически упадък, въпреки това изтъкващ разкоша и величието.
В архитектурата се наблюдава развитие в обществените постройки. За разлика от класическия период, сега за пръв път е една правилна градска планировка и еднотипност на всички важни обществени сгради – театри, съдилища, гимназиони, одеони, палестри, хиподруми, стадиони и т.н. Обръща се голямо внимание на трагичните епосни сцени, силни със своето емоционално и динамично въздействие – боя на боговете с гигантите върху Пергамския олтар, Александър Велики и македонците в бой с Дарий III и персите (мозайка). Също така може да видим и съвсем обикновени сюжети от бита, или силно саркастични такива.
Скулпторите на епохата решават проблема за статичност на фигурата, който съществува по време на класиката. Те постигат по-добро изобразяване на движението във фигурата чрез изразителност в мускулното изграждане на тялото. Търси се все по-естествения вид в образа на човека – това личи и в разликата в стиловете на голата Афродита Книдска на Праксител – като изящен символ на женствеността, и приклекналата къпеща се Афродита на Дойдалсес, където не е само символ и сакрализация на красотата, а и израз на реалната, естествена женска природа. Открояват се две елинистически школи в областта на скулптурата – Пергамска и Родоска. Пергамската е известна с трагичните статуи – „Умиращият гал“ и „Гал", който се самоубива над трупа на жена си, заклана от него“. Известни статуи на родоската школа са – „Лаокоон“ и „Фарнески бик“.
През елинистическата епоха се появява за пръв път малката пластика на битова тема (III в. пр.н.е.), чийто модел са теракотните фигурки от късната класика. Сюжет за създаването на малката пластика скулпторът черпи от бита. Разнообразието за пресъздаване на битови сцени, обаче бързо се изчерпва и затова инструмент за създаване на малка пластика се превръща гротеската – например – пиян старец, танцуващо джудже. Малката пластика повлиява с характера на силната си експресивност върху голямата пластика – „Любовното боричкане на сатира и нимфата“, „Менада“ на Скопас и други.
Реализмът е движещата функция на идеите на творците в изкуството в елинистическата епоха, както се разбира от описания на творби (няма съхранена живопис).
В различните периоди на елинистическата епоха се проследяват съответно и промени в ценностната система на изобразяване в изкуството: ранният период, в който се гради със замах и колосални, пищни идеи в архитектурата и плановият градски строеж – 280 г. пр.н.е. Следва зрелият период – докъм 220 г. пр.н.е. – спокойната политическа обстановка влияе върху градивното творчество на стилизирано реалистическо изкуство. Третият период е времето на несигурност и дисбаланс, когато Македония и Елада стават римски провинции, но това повлиява на патоса на елинистическото изкуство и развитие в науката. Късният елинизъм, който е най-дългият период, продължава докъм средата на I в. пр.н.е. Това е периодът, в който се реставрира интересът към идеалите на класическото атическо изкуство и култура. Този период може да се определи като упадък на елинистическата културна епоха.
Развиващата се стопанска, обществена и политическа криза в най-големите елинистически държави, води до неизбежен упадък. Македония е в непрекъснат конфликт със съюзници и подчинени, и особено с Елада. Елинските коалиции се чувстват поробени и избухват чести въстания. Изтокът отслабва поради вътрешните си борби и честото изтегляне на средства от елинистическите държави.
Вътрешно-социалните вълнения на толкова голяма империя, изградена от множество монархии и коалиции, води до една лесна мишена за силната Римска империя. Завоюването на Балканския полуостров е резултат на три македонски войни – започват през 215 г. пр.н.е и продължават до 168 г. пр.н.е. През 146 г. пр.н.е, Ахейският съюз вдига въстание, но окончателно загубва независимостта си и Елада и Македония се превръщат в римски провинции.

## Елинизмът като културна епоха
Единният език е инструментът, чрез който се осъществява единството на елинистическата култура. Периодът е тясно свързан с гръцкия език – в трите последни века на старата ера на него се говори от Сицилия до бреговете на Инд и от Египет до северните брегове на Черно море. От смесването на различни диалекти (атически, дорийски и йонийски) благодарение на продължилите дълги години войни и сражения на Александър Македонски и неговите диадохи се ражда койне (Κοινὴ). Той се числи към древногръцкия, но се различава значително от класическия гръцки на Софокъл и Платон и съществено се различава от езика на Омир. Разликата е най-вече в опростената граматика и езиковия стил.
От една страна, културата на елинизма не се различава много от епохата на класическия полис. Наследената от родовото време древногръцка митология продължава да служи като универсално средство за израз, но се добавят слоеве: в низовия различаваме градска култура на масовия вкус, както и селска, консервативна, пазеща местните традиции. Наблюдават се и области с определен народностен колорит. Съществува популярна литература на говоримо койне, докато историческата и ораторската проза се пишат обикновено на литературно койне. Поезията, в зависимост от жанра и предпочитанието на поета, се създава на един или друг традиционен диалект. Докато в областта на културата гръцкият език се унифицира, елинистическата литература остава вярна на многодиалектната традиция на архаическата и класическата елинска словесност.
От друга страна, елинистическата култура може да се разглежда като своеобразна спойка на елементи, които в по-ранното време са съществували отделно. В епохата на елинизма биват приближени йонийската изтънченост и атическото културно слово, сицилианската монументалност и способната за рефлексия островна култура.

### Цитирана литература
- Попов, Димитър. Древна Гърция. История и култура.   София, ЛИК, 2009. ISBN 978-954-607-780-6. с. 368.
- Мишулин, А. В. Антична история на Гърция и Рим. София, 1945
- Богданов, Б. История на старогръцката култура. Наука и изкуство, 1989
- Ростовцев, М. История на Стария свят, Изтокът и Гърция, том I. Анубис, 1994